# Quận của tỉnh Allier
3 quận của tỉnh Allier gồm:
1. Quận Montluçon, (quận lỵ: Montluçon) với 12 tổng và 106 xã. Dân số của quận này là 123.162 người năm 1990, 117.852 người năm 1999, tăng trưởng dân số là 4.31%.
2. Quận Moulins, (tỉnh lỵ của tỉnh Allier: Moulins) với 12 tổng và 111 xã. Dân số của quận này là 110.475 người năm 1990, và 106.705 người năm 1999, tăng trưởng dân số là 3.41%.
3. Quận Vichy, (quận lỵ: Vichy) với 11 tổng và 103 xã. Dân số của quận này là 124.073 người năm 1990, và 120.164 người năm 1999, tăng trưởng dân số là 3.15%.